# Taitù Batùl
Taitù Batùl, (in amarico, ጣይቱ ብጡል) Zehetiopia berehan - cioè, Sole, Luce di Etiopia, più nota in Italia come regina Taitù (Wälättä Mikael, 1849 circa – Addis Abeba, 11 febbraio 1918), fu imperatrice consorte d'Etiopia (1889-1913), in quanto moglie del negus Menelik II.

## Biografia
Taitù Batùl nacque nel o intorno al 1849, in un'aristocratica famiglia etiope imparentata con la dinastia Salomonica.
Taytu aveva due fratelli (il Ras Welle Betul e il Blatta Temru Betul) ed una sorella (Desta Betul). Taytu era la terzogenita della famiglia.

### La famiglia
Suo padre ras Batùl Hailè Mariam era meno noto di suo zio deggiasmac Wube Hailè Mariam, che fu governatore di gran parte dell'Etiopia settentrionale negli anni 1840, e rivale dell'imperatore Teodoros II. Quella di suo padre era la famiglia dominante della provincia di Semien, vantando una discendenza dall'imperatore Susenyos. La madre di suo padre era Guga, una componente della potente famiglia dominante di Yejju, che era di origine Oromo e si era convertita al Cristianesimo dall'Islam, e i cui membri avevano governato in qualità di Reggenti al posto degli impotenti imperatori a Gondar durante il Zemene Mesafint ("Era dei Principi"). La madre di Taitù Yewubdar era di una famiglia nobile minore di Gondar. Taitù aveva fama di essere fieramente orgogliosa della sua discendenza Yejju, Semien e Beghemeder.

### Il matrimonio con Menelik ed il regno
Dopo quattro matrimoni falliti, Taitù Batùl sposò re Menelik di Scioa, più tardi imperatore Menelik II d'Etiopia. Taitù, per generale riconoscimento, ebbe un notevole potere politico come moglie di Menelik, sia prima sia dopo che erano stati incoronati imperatore ed imperatrice d'Etiopia nel 1889. A corte ella guidò la fazione conservatrice che resisteva ai progressisti, i quali volevano sviluppare l'Etiopia alla maniera occidentale e quindi aprire il paese alla modernità.
Profondamente sospettosa delle intenzioni europee nei confronti dell'Etiopia, fu un'attrice fondamentale nel conflitto intorno al trattato di Uccialli con l'Italia, nel quale la versione italiana faceva dell'Etiopia un protettorato italiano, mentre la versione amarica no. L'Imperatrice mantenne una linea dura nei confronti degli Italiani, e quando alla fine i colloqui si interruppero e l'Italia invase l'Impero etiope dalle sue colonie eritree, Taitù marciò verso nord con l'Imperatore e l'esercito imperiale, comandando un reparto di cannonieri nella storica battaglia di Adua, che si concluse in una grande vittoria per l'Etiopia il 1º marzo 1896. Menelik, che spesso tergiversava e rinviava le decisioni sgradevoli rispondendo "Sì, domani" (Ishi, nega), trovava utile avere sua moglie in una posizione abbastanza potente da dire "Assolutamente no" (Imbi) a persone e questioni che egli semplicemente non voleva offendere o rifiutare personalmente. Come risultato, l'imperatrice Taitù era sempre più impopolare mentre Menelik rimaneva molto amato da tutti a corte.

### La malattia e la morte di Menelik

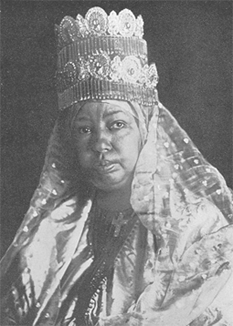
L'imperatrice Taitù

Quando la salute di Menelik cominciò a declinare intorno al 1906, Taitù iniziò a prendere decisioni per conto del marito, irritando i suoi rivali nella lotta per il potere per aver nominato favoriti e parenti nella maggior parte delle posizioni di potere e di influenza. Largamente risentita per la sua presunta xenofobia e nepotismo gonderini, la nobiltà di Scioa e di Tigrè, insieme ai parenti Uollo dell'erede al trono, ligg Iasù, cospirò per escluderla dalle responsabilità di Stato. Nel 1910, fu costretta a lasciare il potere, e al suo posto subentrò una reggenza sotto ras Tessema Nadew. Avendo ricevuto disposizione di limitarsi alla cura del marito malato, Taitù scomparve dalla scena politica. Taitù e Menelik non ebbero figli. Menelik morì nel 1913 e gli succedette suo nipote, avuto da una figlia di un precedente matrimonio, ligg Iasù. Taitù fu esiliata nel vecchio palazzo di Entoto, accanto alla chiesa di S. Maria che lei stessa aveva fondato anni prima, e dove suo marito era stato incoronato imperatore.

### Gli ultimi anni
Mentre alcuni credono che Taitù possa aver avuto un ruolo nel complotto che alla fine estromise il reggente Iyasu V dal trono nel 1916, sostituendolo con l'imperatrice Zauditù, il prezzo per l'elevazione della principessa fu un divorzio dal nipote di Taitù ras Gugsa Oilè, che divenne governatore di Beghemeder. Zauditù, la figlia di Menelik II avuta da un altro matrimonio ancora precedente, era sempre stata vicina all'imperatrice Taitù e la invitò a vivere con lei. Anche se Taitù rifiutò, riprese a consigliare i regnanti "in modo discreto", per citare Chris Prouty. Taytu trascorse gli ultimi anni nel vecchio palazzo accanto alla chiesa di Entoto Mariam che domina Addis Abeba. Chiese il permesso di recarsi a Gondar nel novembre 1917 per terminare i suoi giorni, ma le fu rifiutato; tre mesi più tardi, il 6 febbraio 1918, era morta. È sepolta accanto a suo marito e alla figliastra imperatrice presso il monastero di Taeka Negest Ba'eta Le Mariam ad Addis Abeba.

## Nella cultura di massa italiana

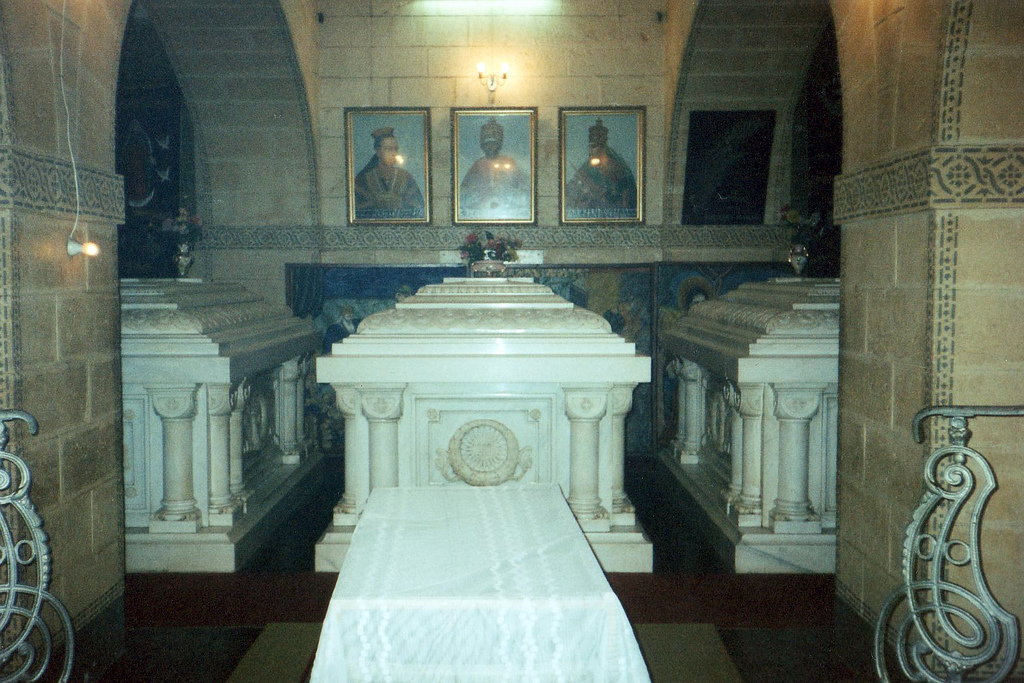
Monastero Le Mariam (Addis Abeba): il sarcofago di Taitù (a sinistra), vicino a quelli di Menelik II e di Zauditù

La figura dell'imperatrice Taitù Batùl divenne piuttosto popolare in Italia come "Regina Taitù", generalmente rappresentativa del tipo di donna superba e dispotica che, favorita da una speciale condizione, mantiene comportamenti improntati alla vanità o avanza pretese inopportune.
La connotazione negativa del personaggio era stata creata, a fine '800, dai resoconti dei giornalisti italiani in Etiopia che la descrivevano come una donna permalosa e arrogante che non si faceva scrupolo di contraddire il marito in pubblico. Nacquero così vari modi di dire come «Crede di essere la regina Taitù» oppure «Sembra il marito della regina Taitù» per definire donne risibilmente vanitose e uomini sottomessi o boriosi.
Taitù divenne anche la protagonista di numerose filastrocche e canzoni da osteria, composte sulla falsariga dei successi musicali dell'epoca. Particolarmente popolare fu la canzone Milan, parodia della romanza verdiana Celeste Aida, che faceva il verso a Menelik e, soprattutto, alla regina Taitù.
Dopo la battaglia di Adua, si diffuse la leggenda che la regina Taitù si aggirasse nel campo di battaglia per castrare i soldati italiani, morti o feriti che fossero.
Le espressioni idiomatiche sulla regina Taitù si sono talmente radicate nel linguaggio italiano da sopravvivere fino al XXI secolo:
a stelline bianche e blu
si crede la regina Taitù

e non se la vuole togliere più.»
(Lodovica Cima, Gioco a contare con tanti animali, San paolo Edizioni, Cinisello Balsamo, 2008)